# Samudragupta

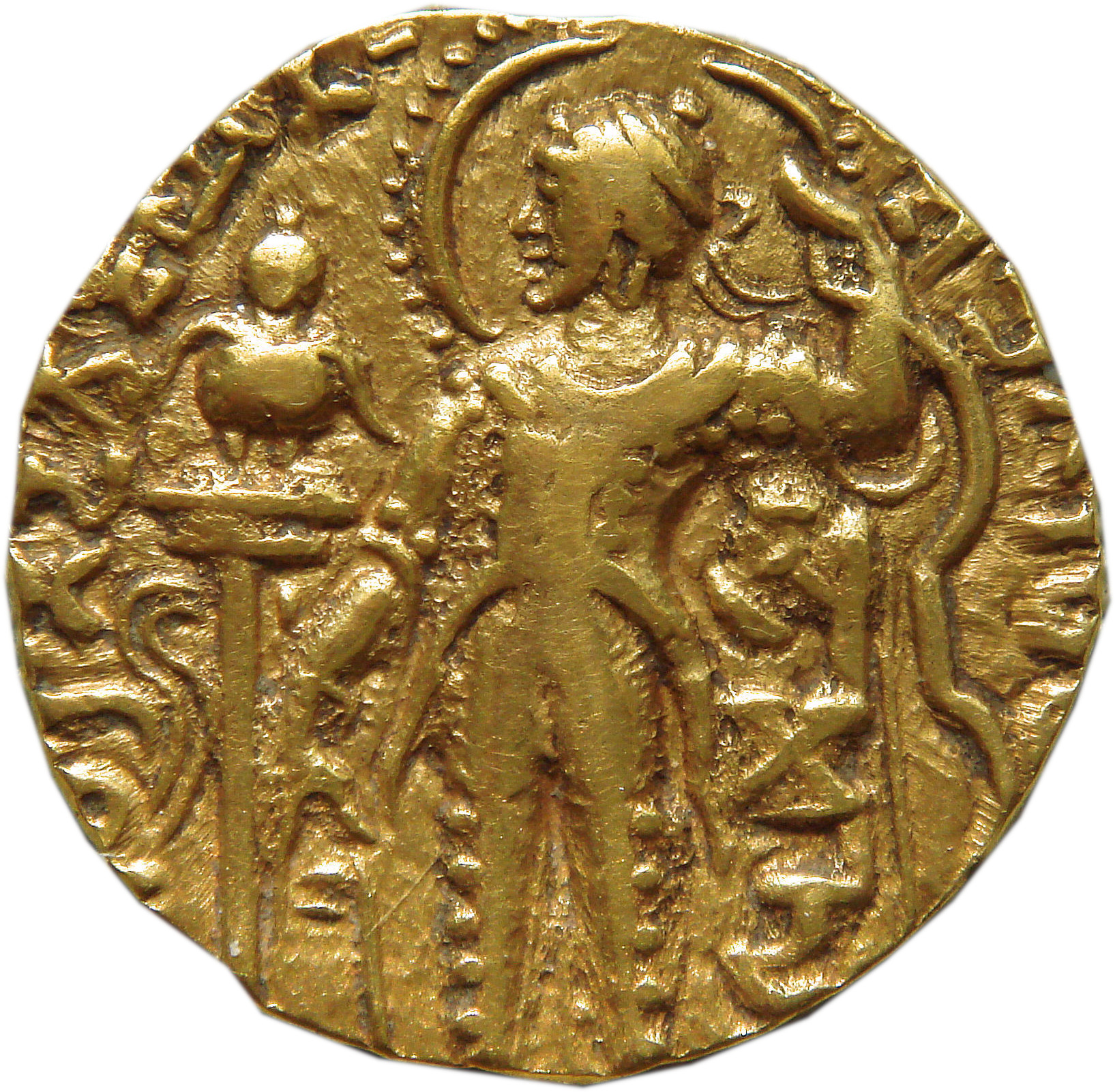
Samudragupta

Samudragupta var en indisk regent, kung i Guptariket 335-380), och Chandragupta I:s efterträdare.
Samudragupta anses vara ett av de största militära genierna i Indiens historia. Under början av sin regeringstid besegrade Samudragupta sina grannstater Ahichchhatra och Nagasena. Sedan vände sig Samudragupta mot södra Indien, i ett fälttåg längs Bengaliska bukten; man tror att erövringståget kan ha tagit honom så långt söderut som till Kanchipuram. 
Vid sidan om sina militär äventyr gynnade Samudragupta även vetenskap och kultur samt präglade mynt, en verksamhet som starkt bidrar till den kunskap man idag har om Samudragupta och hans tid. I likhet med andra guptakungar var Samudragupta hindu, och är känd för att ha återinfört hästoffret, men han ska också ha varit religiöst tolerant, och tillåtit kungen av Ceylon att uppföra ett buddhistiskt kloster i Bodh Gaya.